# Ommata hirticollis
Ommata hirticollis är en skalbaggsart som beskrevs av Dmytro Zajciw 1958. Ommata hirticollis ingår i släktet Ommata och familjen långhorningar. Inga underarter finns listade i Catalogue of Life.